# Gopado
Gopado är en ö i Sydkorea.   Den ligger i provinsen Södra Chungcheong, i den västra delen av landet, 90 km sydväst om huvudstaden Seoul. Arean är 1,5 kvadratkilometer.
Terrängen på Gopado är platt. Öns högsta punkt är 65 meter över havet. Den sträcker sig 1,7 kilometer i nord-sydlig riktning, och 1,9 kilometer i öst-västlig riktning.  I omgivningarna runt Gopado växer i huvudsak barrskog.